# Liebherrstraße 4 (München)

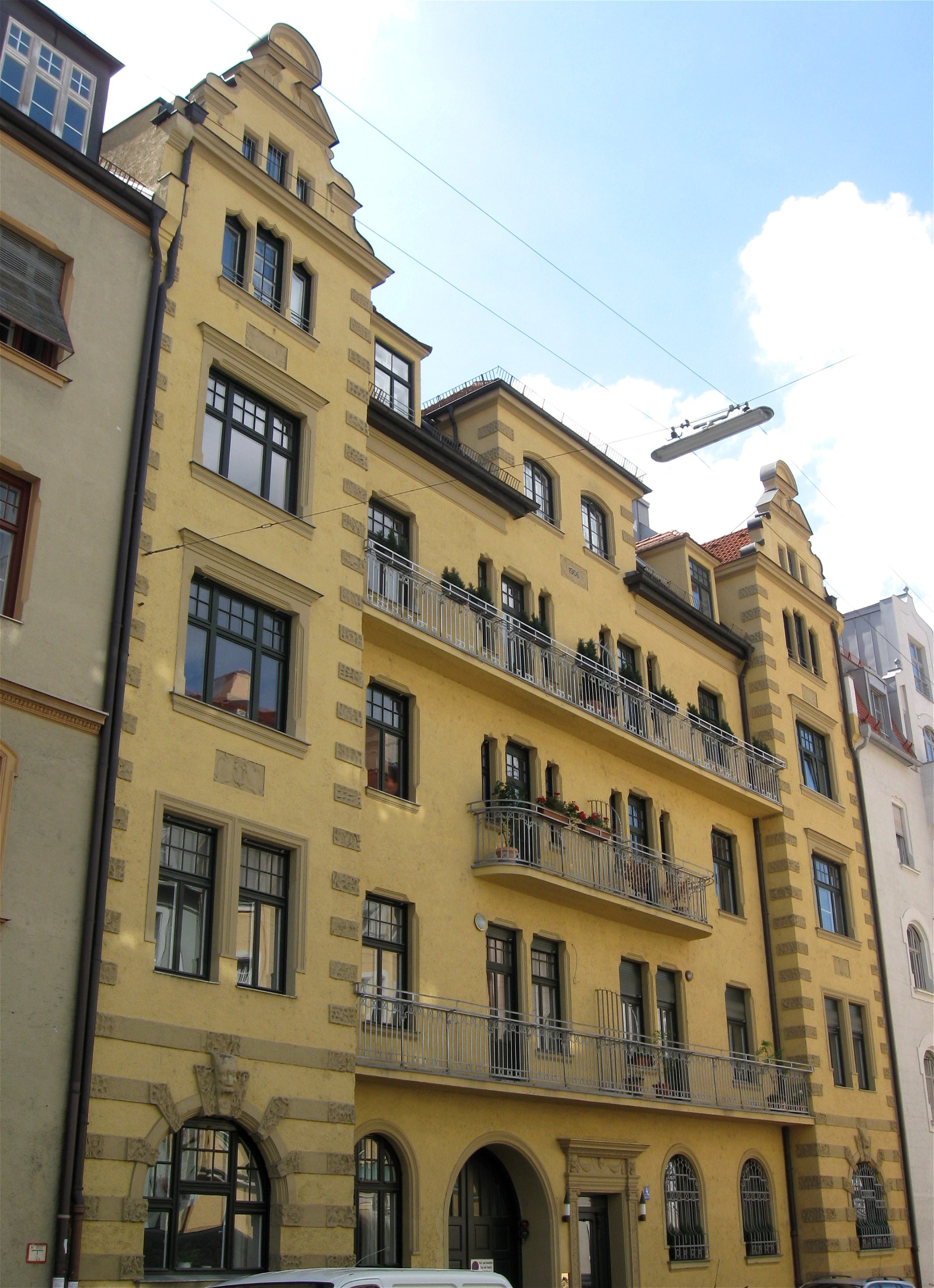
Haus Liebherrstraße 4 in München

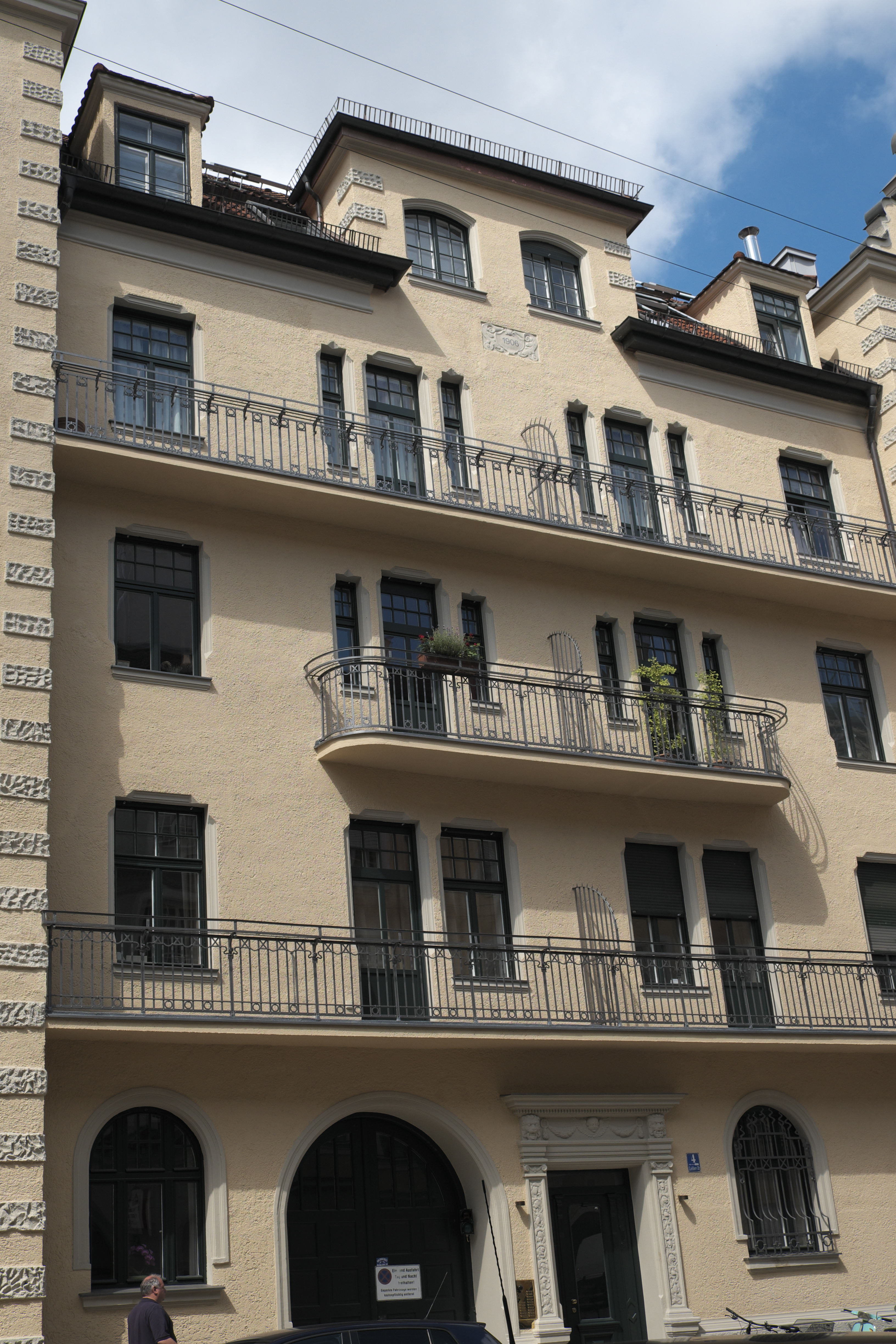
Mitteltrakt

Das Gebäude Liebherrstraße 4 im Stadtteil Lehel in München wurde 1905/06 errichtet. Das Wohnhaus ist ein geschütztes Baudenkmal.

## Geschichte
Das Mietshaus im Stil der deutschen Renaissance wurde vom Architekten Konrad Böhm nach einem modifizierten Vorentwurf von Adolf Wentzel errichtet. Der reich gegliederte Bau mit zwei Risaliten, Balkonbändern und plastischem Dekor wurde im Jahr 2004 mit dem Fassadenpreis der Landeshauptstadt München ausgezeichnet.

## Fassadenschmuck und Tür

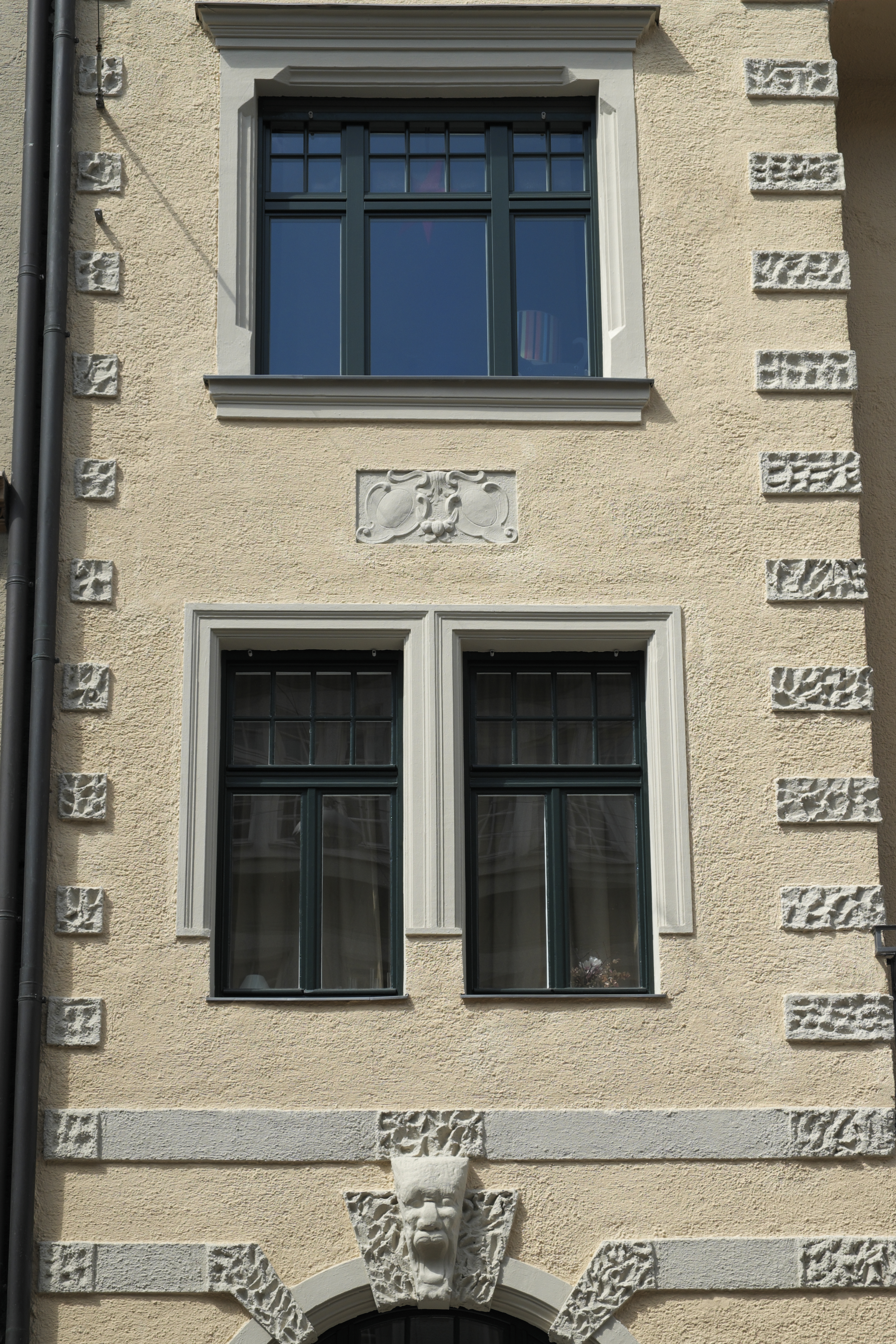
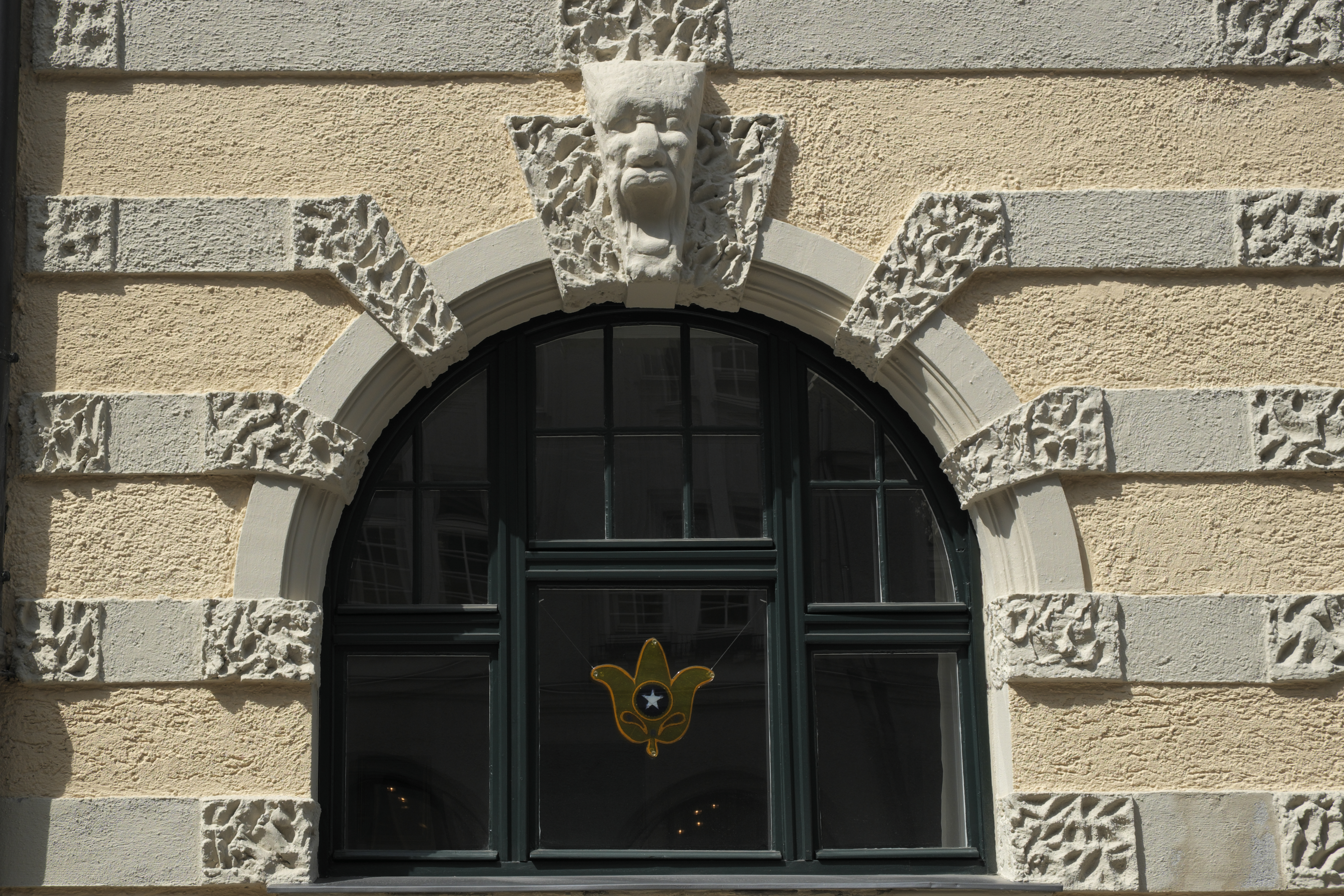
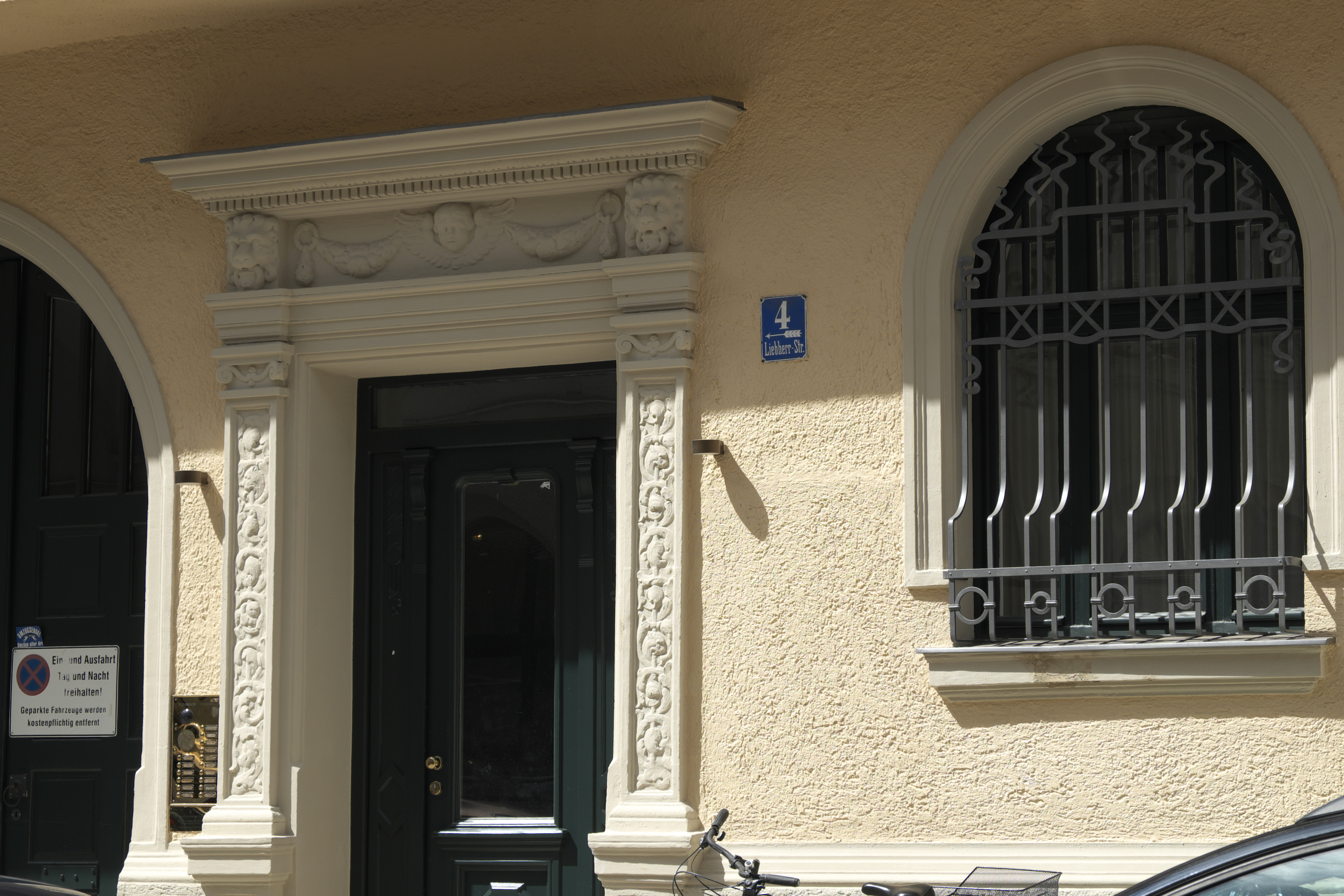

## Denkmalschutz
Mietshaus, Liebherrstraße steht unter Denkmalschutz und ist unter dem Aktenzeichen D-1-62-000-3892 in der Denkmalliste des Bayerischen Landesamtes für Denkmalpflege erfasst.